# الجانب الغربي الشمالي لمنهاتن
يقع الجانب الغربي الشمالي , و هو أحد احياء مانهاتن، نيويورك,  بين سنترال بارك ونهر هدسون و بين شارع 59th  وشارع 110th. في بعض الأحيان تعتبر شركات العقارات حي مرتفعات مورنينج كجزء من الجانب الغربي الشمالي.
يعتبر الجانب الغربي الشمالي حي سكني للطبقة العليا في نيويورك حيث يعمل معظم قاطنيه في الاماكن التجاريه في وسط وجنوب منهاتن. الحي مشهور بانه المنطقة الثقافيه والفكرية لوجود جامعة كولومبيا و مركز لنكولن للفنون التمثيلية.

## المباني والمنشآت

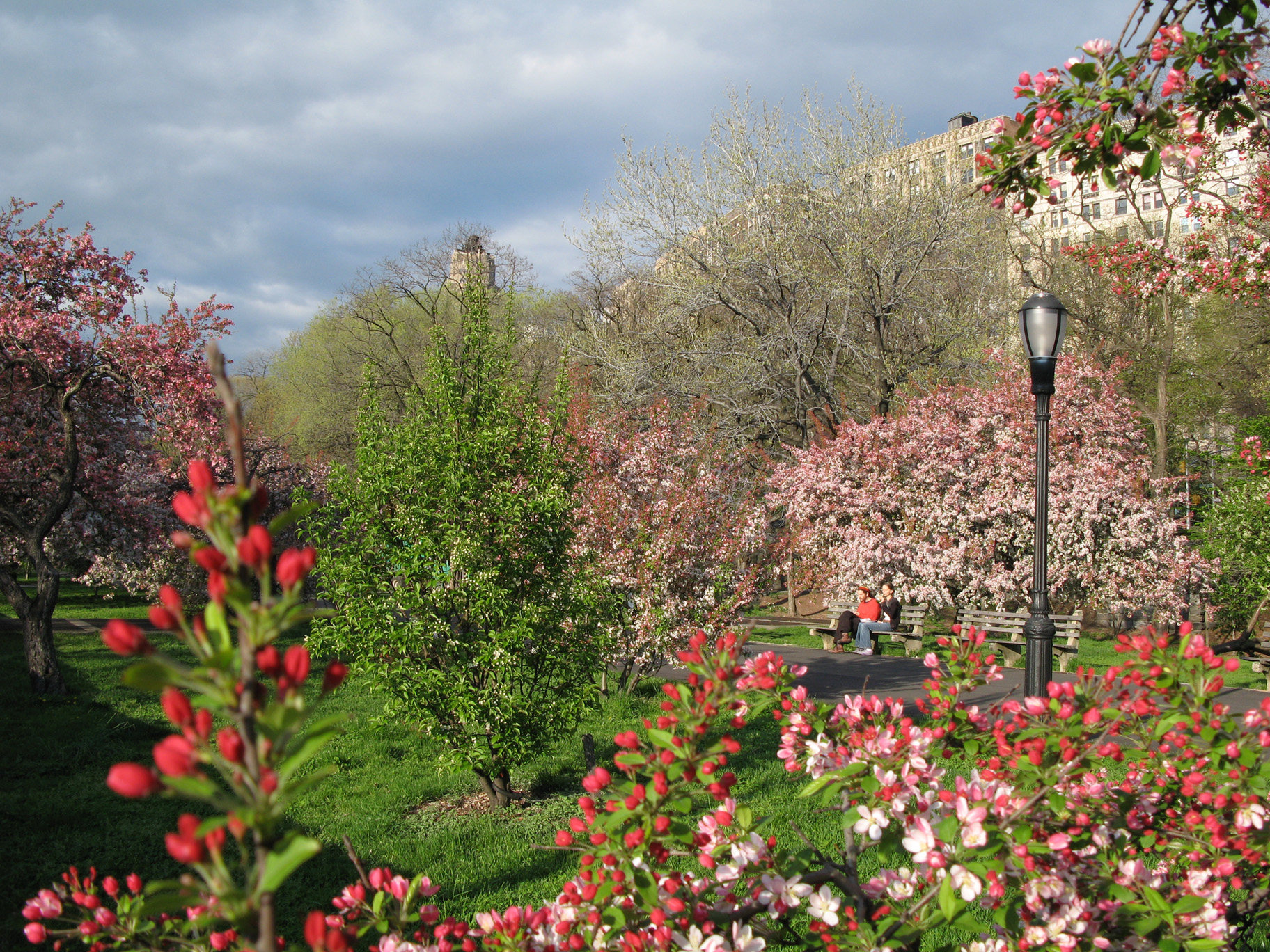
الربيع في ريفرسايد بارك

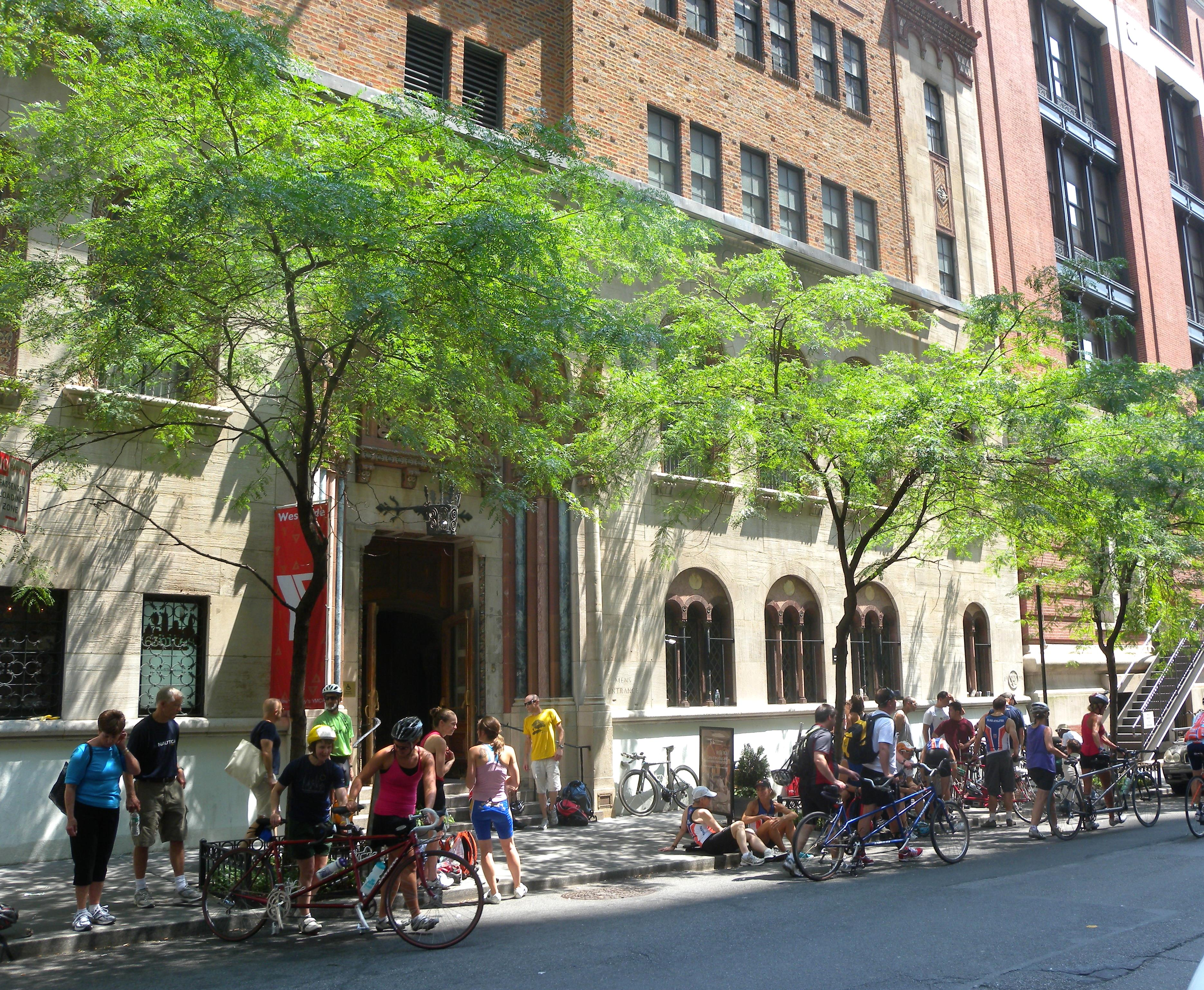
الجانب الغربي من المدينة

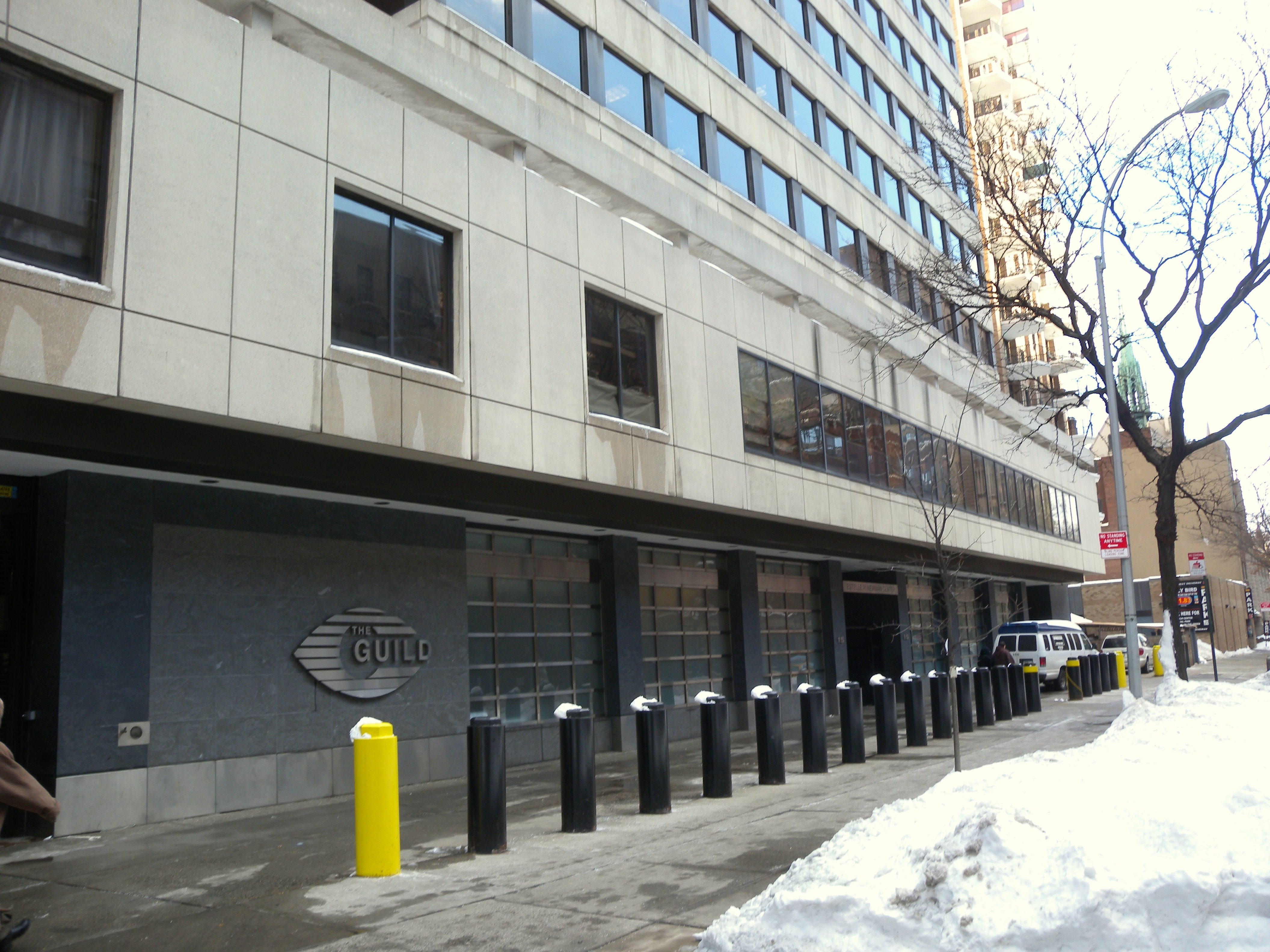
النقابة اليهوديه للمكفوفين

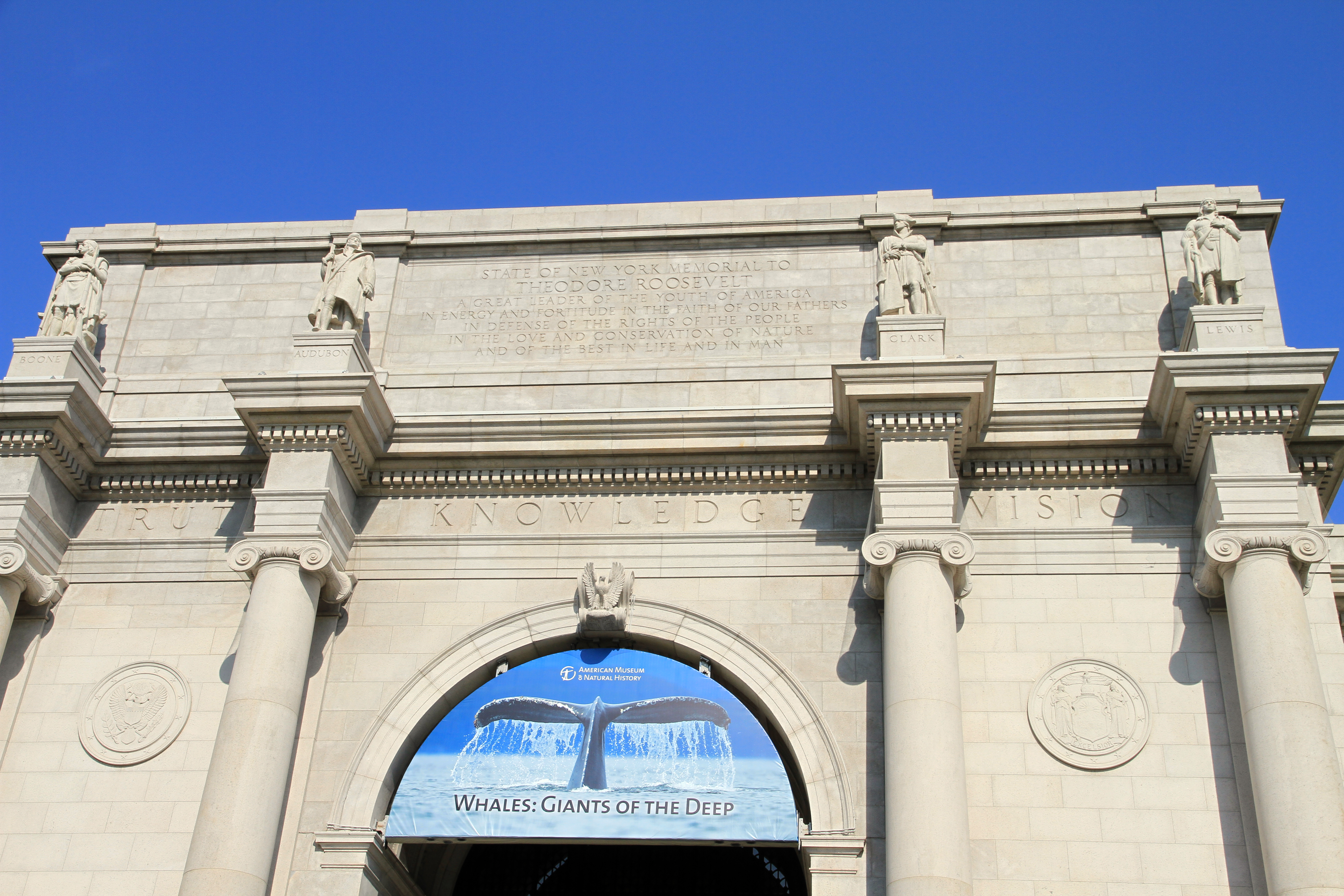
المتحف الأمريكي للتاريخ الطبيعي

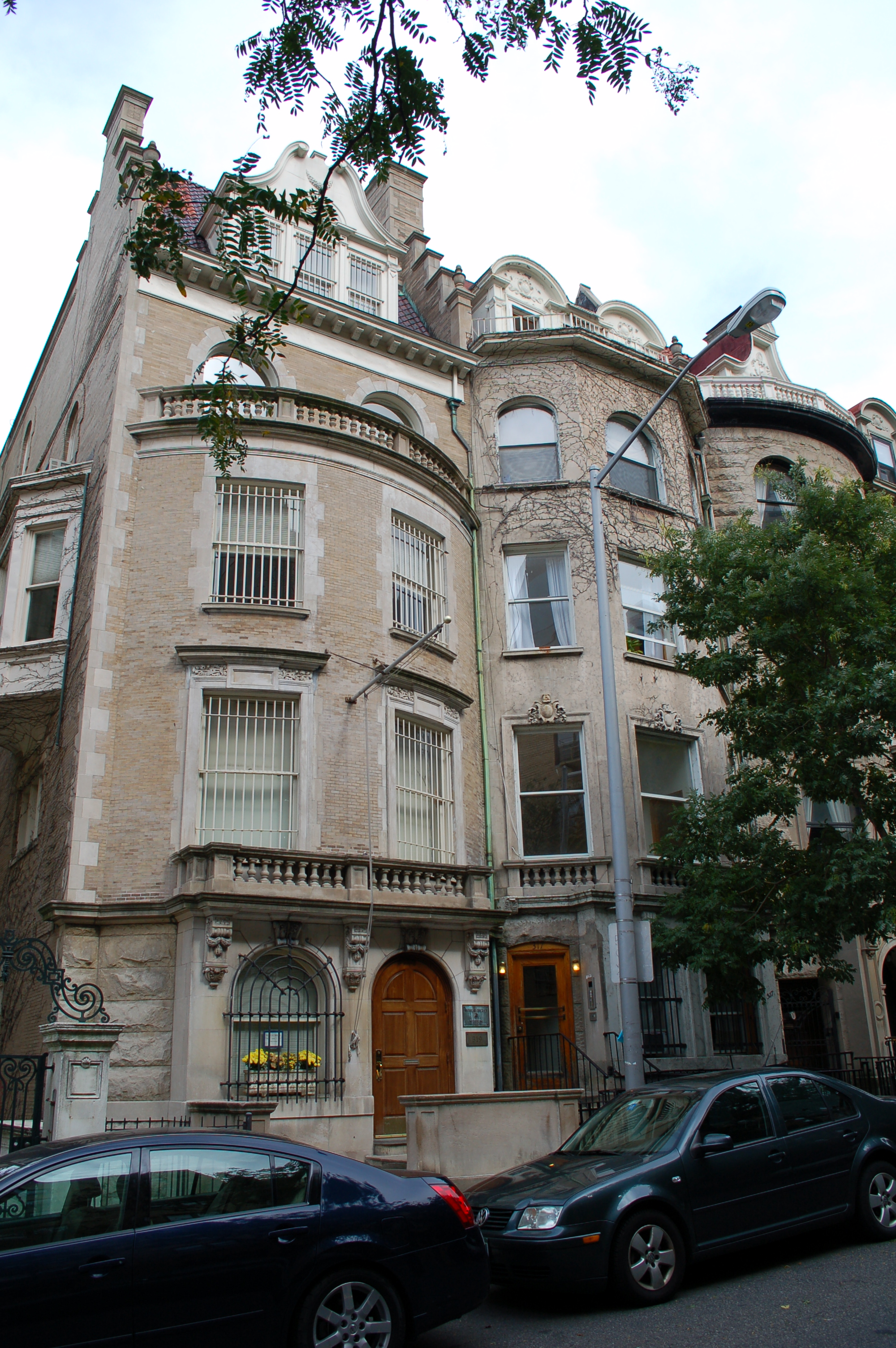
متحف نيكولاس ريورخ

### المؤسسات

#### المقرات الرئيسيه
- جمعية الكتاب المقدس الأمريكية
- الأمريكية شركة البث – KPF-صممت المقر الرئيسي ويقع في تقاطع شارع 77 مع الشارع 66 ف.
- تايم وارنر – سكيدمور اوينجز اند ميريل صممت المقر الرئيسي ويقع في Columbus Circle
- مجلس الكلية,  هيئة وطنية غير هادفه للربح [5]
- ا لنقابة اليهوديه للمكفوفين – منظمة غير طائفية وغير هادفة للربح تخدم المعاقين بصريا والمكفوفين وذوي الإعاقات المتعددة .

#### مؤسسات الثقافية
- متحف الفن الشعبي الأمريكي
  - معرض إيفا موريس فيلد
- المتحف الأمريكي للتاريخ الطبيعي
  - قبة  هايدن  السماوية
- مؤسسة الباليه اللاتيني  تينا راميريز
- معرض براد جراديوت سنتر
- مسرح بيكون
- متحف الأطفال في مانهاتن
- مركز لينكولن 
  - أوبرا متروبوليتان
  - قاعة ديفيد جيفن 
  - مسرح ولاية نيويورك، المقر الرئيسي لنيويورك سيتي باليه
  - مدرسة جوليارد للموسيقى
  -  مركز لينكولن لموسيقي الجاز
  - قاعة أليس تالي
  - رابطة الافلام بمركز لينكولن
  - مدرسة الباليه الأمريكي
  - مسرح فيفيان بومونت
    - مسرح ميتزي نيوهاوس

  - مكتبة نيويورك العامة للفنون المسرحية

## في الثقافة الشعبية
تم تصوير العديد من الأفلام والبرامج التلفزيونية في الجانب الغربي الشمالي  بسبب عمارة ما قبل الحرب الملونة والحياة الثقافية الغنية الموجودة في الحي.

## معرض صور

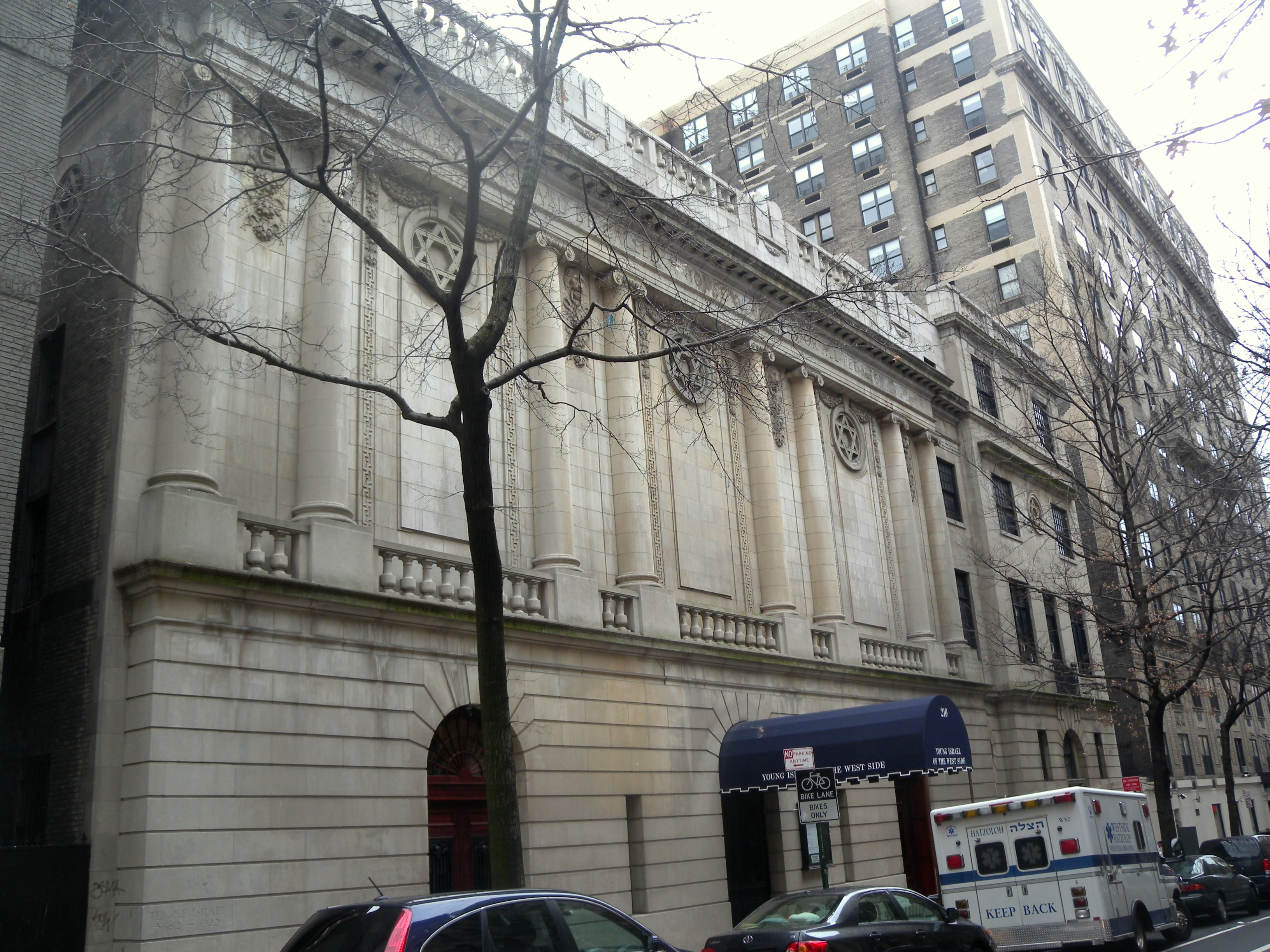
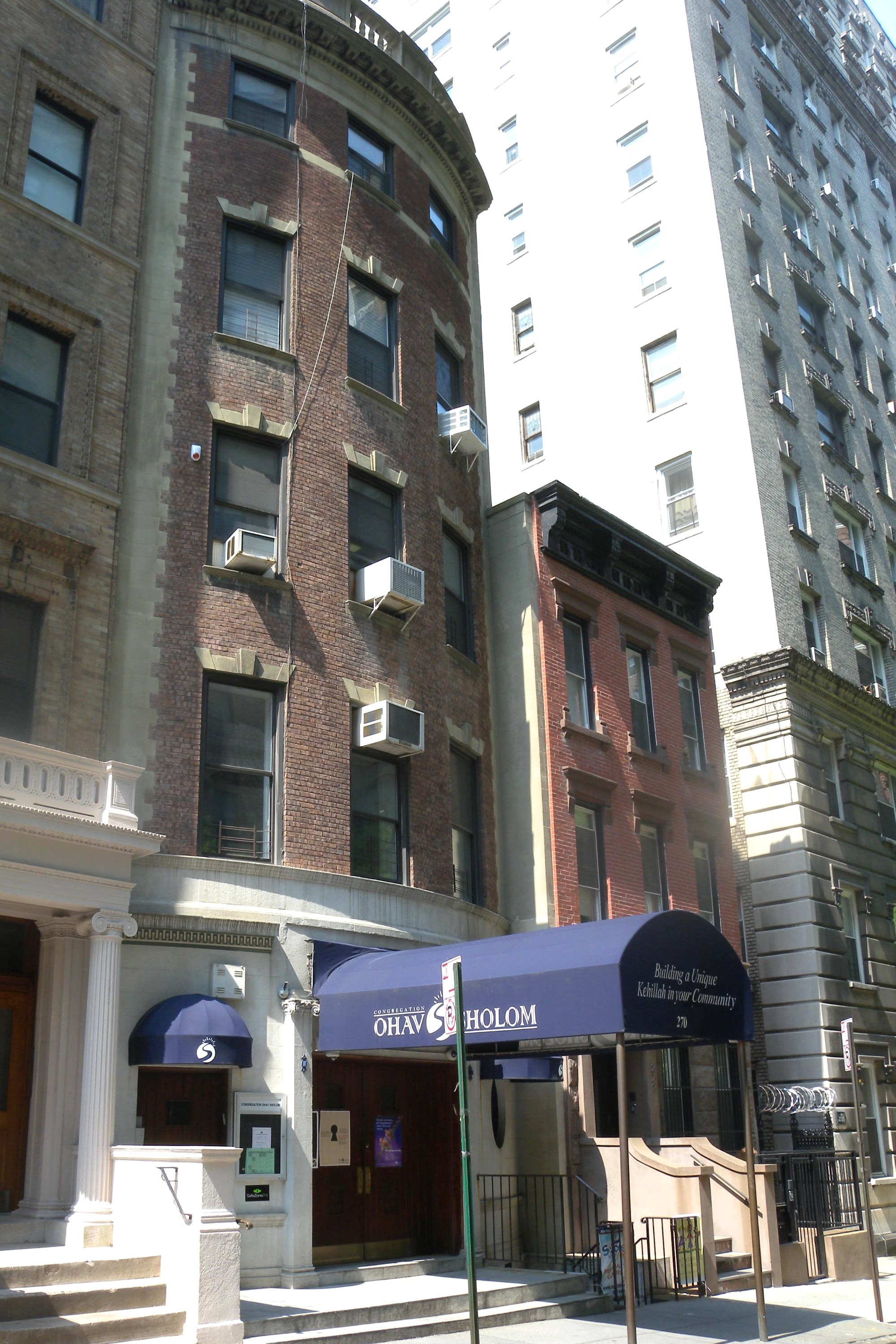
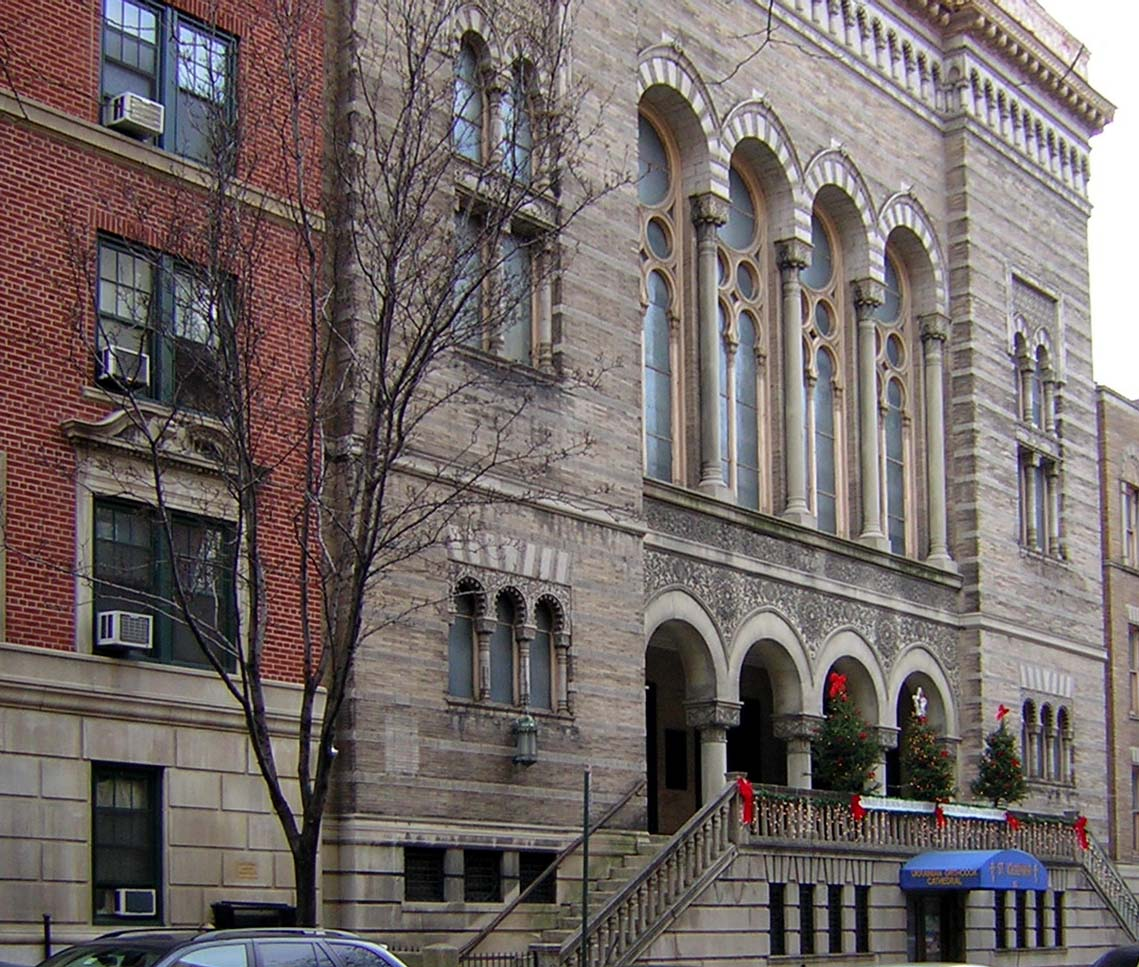
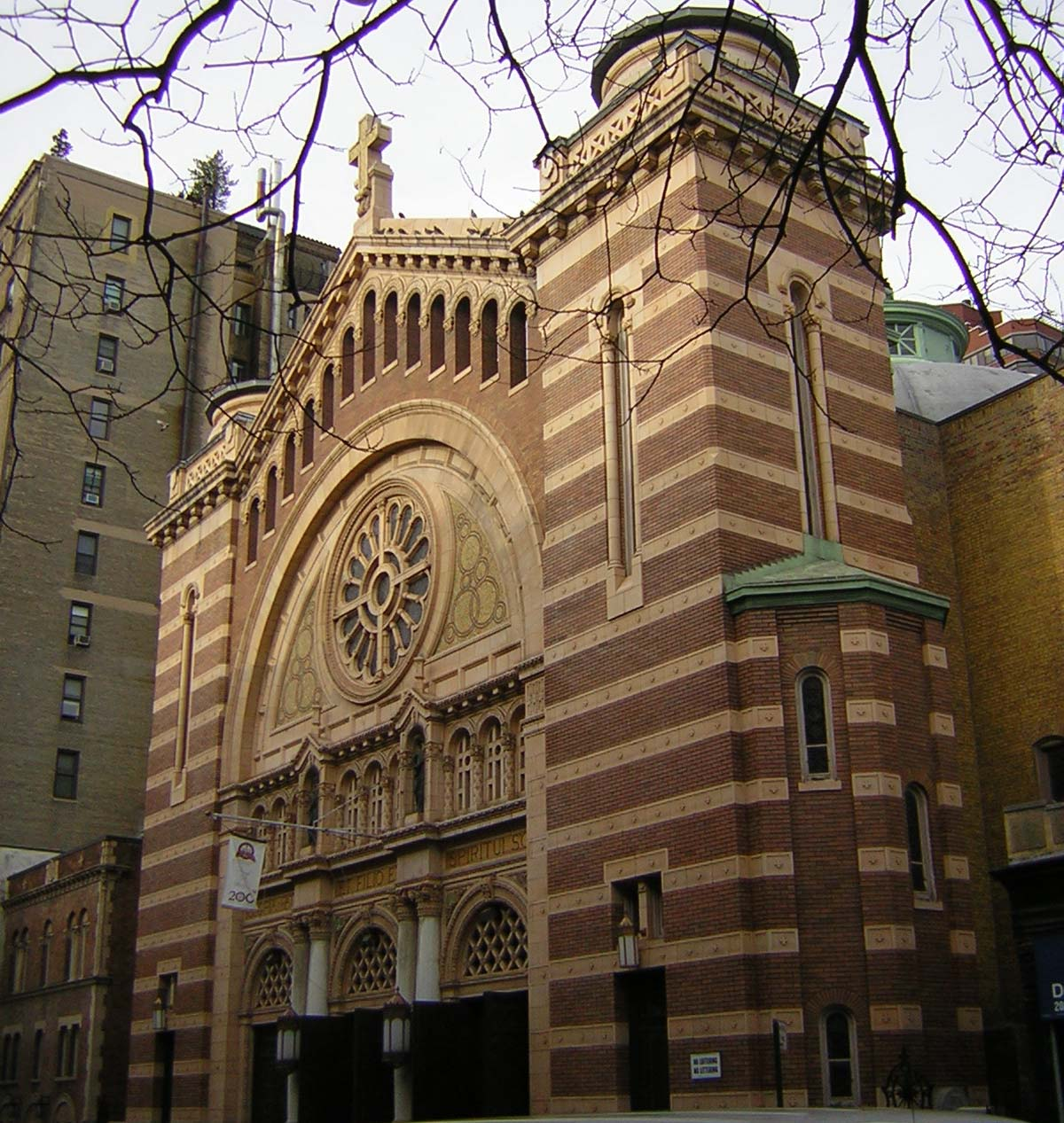